# Dème de Tempé
Le dème de Tempé (en grec : Δήμος Τεμπών) est un dème situé dans la périphérie de Thessalie en Grèce. Il a été créé en 2011 dans le cadre du programme Kallikratis par la fusion entre les dèmes de Kato Olympos, de Makrychóri (Larissa), de Gónni, de Nesson et la communauté d'Ambélakia.
Le siège du dème est la localité de Makrychóri, sa « capitale historique » celle d'Ambelákia.
Il tient son nom de la vallée de Tempé.

## Accident ferroviaire du 28 février 2023
Le 28 février 2023, l'accident ferroviaire de Larissa entre un train de voyageurs et un train de fret a eu lieu dans le dème de Tempé. Il a provoqué la mort de 57 personnes et en blesse 85 autres, en faisant l'un des accidents ferroviaires les plus graves de la Grèce.